# Округ Џенкинс (Џорџија)
Џенкинс (енгл. Jenkins County) је округ у америчкој савезној држави Џорџија.

## Демографија
По попису из 2010. године број становника је 8.340, што је 235 (-2,7%) становника мање 2000. године.
| Група             | 2000.         | 2010.         |
| Белци             | 4.766 (55,6%) | 4.508 (54,1%) |
| Афроамериканци    | 3.472 (40,5%) | 3.380 (40,5%) |
| Азијати           | 18 (0,2%)     | 36 (0,4%)     |
| Хиспаноамериканци | 287 (3,3%)    | 334 (4,0%)    |
| Укупно            | 8.575         | 8.340         |